# Мацпен
«Мацпен» (ивр. מצפן‎; «Компас») — ультралевая антикапиталистическая и антисионистская организация в Израиле, существовавшая в 1962—1972 годах. Официальное название — Израильская социалистическая организация, но чаще именовалась по названию издававшегося ей журнала.

## История и деятельность

### Появление группы
Группа образовалась вокруг журнала «Мацпен» в 1962 году из бывших членов Коммунистической партии Израиля (МАКИ), несогласных с некритической поддержкой партией консервативной советской внешней политики. Мацпеновцы предлагали более радикальный анализ и критику сионизма. Их ранний анализ сионизма, написанный перед выходом из компартии под авторством Моше Маховера и Акивы Орра, был напечатал в 1961 году под названием «Мир, мир и нет мира» («Peace, peace and there is no peace»). С 1964 года «Мацпен» взаимодействовал с еврейскими и арабскими активистами из различных политических организаций и с различными политическими взглядами. Наиболее известным из них был троцкист Джабра Никола, палестино-израильский араб, участвовавший в формировании политической ориентации недавно появившейся группы.
Организация росла в период после Шестидневной войны 1967 года и оккупации Западного берега р. Иордан и сектора Газа. Мацпеновцы стремились создать широкий фронт людей, выступавших против оккупации «палестинских земель» и поддерживавших идею «десионизации» Израиля, который должен был стать частью «социалистической федерации стран Ближнего Востока». Поддерживали связи с организациями «новых левых» в Европе и других частях света, а также с такими организациями как Демократический фронт освобождения Палестины. Многочисленные аналитические публикации группы опубликованы в сборнике «Другой Израиль. Основные доводы против сионизма» (Doubleday, 1972).

### «Мацпен» за пределами Израиля
В конце 1960-х — начале 1970-х годов сторонники «Мацпен» за пределами Израиля издавали журнал «Israca» (акроним от «Израильский комитет революционного действия за границей»; Israeli Revolutionary Action Committee Abroad). В этом журнале перепечатывалось много статей, опубликованных ранее в «Мацпене». В конце 1970-х — начале 1980-х годов британские сторонники организации из академической и левой среды выпускали журнал «Khamsin» со своим анализом ключевых событий на Ближнем Востоке. Некоторые материалы из «Khamsin» вошли в книгу «Forbidden Agenda: Intolerance and Defiance in the Middle East» (Saqi Books, 2000).

### Распад организации
В 1970 году в группе начался процесс идеологического и организационного распада. Несколько бывших мацпеновцев во главе с Менахемом Карми и Сильваном Кипелем создали троцкистскую организацию «Авангард». Другие во главе с Иланом Галеви (Халеви) и Рами Ливне сформировали Революционный коммунистический альянс маоистской ориентации, более известный по названию журнала — «Маавак» («Борьба»). Затем происходит раскол, в результате которого образуется «Революционный коммунистический альянс — Красный фронт» во главе с Уди Адивом и Даном Вередом. Впоследствии Илан Галеви вошел в состав Революционного совета ФАТХ. В 1972 году происходит наиболее крупный раскол, в результате которого появляются две организации под названием «Мацпен» с центрами в Иерусалиме и Тель-Авиве. Группа в Иерусалиме приняла название «Matzpen Marxist», а в 1975 году — Революционная коммунистическая лига, став израильской секцией Четвёртого интернационала. Группа в Тель-Авиве во главе с Моше Маховером, Акивой Орром и Хаимом Ханегби с 1978 года носит название Социалистическая организация в Израиле. Их журнал продолжает издаваться под названием «Мацпен».

## Дело «Мацпен»
Некоторые члены группы «Мацпен» встречались с представителями Организации освобождения Палестины за границей (уголовное преступление в то время). Кроме того, они летали в Дамаск (посещение враждебных стран считается в Израиле уголовным преступлением и в настоящее время), где встречались с представителями ООП и, по заключению последующего суда, с сирийской разведкой. Согласно израильскому журналисту Петру Люкимсону, один из лидеров «Мацпен» Уди Адив письменно описал свою службу в армии и все, что ему известно о месторасположении военных баз, используемом оружии, тактике израильской армии и других вопросах стратегической важности. В декабре 1972 года были произведены аресты членов группы. Решение об этих арестах принял глава Шабак Йосеф Хармелин после появления информации о том, что члены группы в ближайшее время собираются провести серию терактов и диверсий на Голанских высотах, а также совершить покушение на министра обороны Моше Даяна.
По итогам следствия активистам организации «Революционный коммунистический альянс — Красный фронт» были предъявлены обвинения в государственной измене, шпионаже и соучастии в террористической деятельности. По утверждению Шабак, группа планировала террористические акты, но не успела их осуществить. Уди Адив и Дауд Турки были приговорены к 17 годам лишения свободы, Анис Карауи и Субхи Наарани получили по 15 лет каждый, раскаявшийся Дан Веред получил десятилетний срок, Йехезкеля Коэна суд отправил в тюрьму на семь лет. По четыре года получили Давид Купер, Рами Ливне и Мали Лерман. К двум годам лишения свободы был приговорен самый недавний член группы Симон Хадад.
По сообщениям СМИ, в ходе следствия Уди Адив заявил, что террор не составил бы для него моральной проблемы. Признаков раскаяния в своих действиях Адив не выказывал, огорчаясь лишь тем, что его сообщники слишком быстро сломались и дали Шабак исчерпывающие показания. В начале 1990-х, вскоре после крушения СССР, Уди Адив окончательно разочаровался в коммунистической идеологии, сказав в интервью газете «Едиот ахронот»: «Давид Турки и Абу-Камаль попросту использовали меня, пользуясь моей доверчивостью, — сказал он в этом интервью. — Я искренне верил, что помогаю делу палестинской революции, а на самом деле стал игрушкой в руках арабских националистов…».